# Jónína
Jónína ist eine weibliche Variante des isländischen und färöischen Namens Jón. Die aus dem hebräischen stammende Namenswurzel bedeutet „Gott ist gnädig“.

## Verbreitung
Im Jahre 2004 war Jónína auf Rang 41 der beliebtesten weiblichen Vornamen Islands.

## Namensträger
- Jónína Bjartmarz (* 1952), isländische Politikerin
- Jónína Rós Guðmundsdóttir (* 1958), isländische Politikerin
- Jónína Leósdóttir (* 1954), isländische Autorin
- Jónína Ólafsdóttir, isländische Schauspielerin